# Odense Staalskibsværft
Odense Staalskibsværft (ofte kaldet Lindøværftet) var et skibsværft på Lindø ved Munkebo på Fyn. Værftet var Fyns største privatejede arbejdsplads og beskæftigede 3.200 medarbejdere i 2005.. Værftet blev i 2012 omdannet til Lindø Industripark.

## Historie
Værftet blev grundlagt af skibsreder A.P. Møller i 1917/1918 og var dengang placeret tættere på Odense, deraf dets navn.
I efterkrigstiden voksede værftet sig for stort og flyttede til Munkebo. I årene efter, benyttede man bygningerne til værksteder og administration for værftet. Arealer og bygninger blev løbende solgt fra, og fra 1980'erne til 2012 fungerede de gamle bygninger og store arealer som base for en række store og små virksomheder. I en kortere periode arbejder Ole Rendbæk, den senere direktør for Scandlines, for virksomheden.
I 2012 udfærdigede den nuværende ejer, Odense Kanalpark ApS en egentlig plan for bevarelse og udvikling af det historiske område. Planen omfatter renovering af de oprindelige direktions- og administrationsbygninger samt projektering og udvikling af det store beddingstykke ud mod Odense Kanal. I dag har mere end 50 forskellige virksomheder adresse på Havnegade 100.

## Køb og salg
Gennem de senere år har Odense Staalskibsværft styrket sin position gennem opkøb. I 1994 købte man Loksa Shipyard og i 1997 Balti ES i Estland, i 1997 købte man også Shipbuilding Yard Baltija i Litauen og i 1998 købte man Volkswerft Stralsund i Tyskland. I 2007 solgte man Volkswerft Stralsund til Hegemann Gruppen i Tyskland og man solgte Balti ES til Cargotec Corporation. Samlet beskæftigede Odense Staalskibsværft-koncernen omkring 5.500 medarbejdere i 2007.
I august 2006 leverede værftet verdens daværende største containerskib, Emma Mærsk, efterfulgt af syv søsterskibe.

## Lukning
Ifølge en pressemeddelelse fra A.P. Møller-Mærsk, bragt i Fyens Stiftstidende den 10. august 2009, ville Odense Staalskibsværft lukke i 2012, når de igangværende ordrer var bygget færdig. A.P. Møller-Mærsk skrev at de ville forsøge at omdanne området til en industripark, hvor værftets faciliteter kunne servicere nye virksomheder på området. Området ville sidenhen blive solgt, da det ikke længere havde strategisk betydning for koncernen.